# European Silver League maschile 2019
L'European Silver League 2019 si è svolta dal 25 maggio al 30 giugno 2018: al torneo hanno partecipato otto squadre nazionali europee e la vittoria finale è andata per la prima volta alla Romania.

## Regolamento

### Formula
La formula ha previsto:
- Fase a gironi, disputata con girone all'italiana, con gare di andata e ritorno: la prima classificata di ogni girone ha acceduto alla finale.
- Finale, disputata con gare di andata e ritorno (in caso di parità di vittorie si è disputato un golden set): la vincitrice è promossa alla European Golden League 2021.

### Criteri di classifica
Se il risultato finale è stato di 3-0 o 3-1 sono stati assegnati 3 punti alla squadra vincente e 0 a quella sconfitta, se il risultato finale è stato di 3-2 sono stati assegnati 2 punti alla squadra vincente e 1 a quella sconfitta.
L'ordine del posizionamento in classifica è stato definito in base a:
- Numero di partite vinte;
- Punti;
- Ratio dei set vinti/persi;
- Ratio dei punti realizzati/subiti;
- Risultati degli scontri diretti.

## Squadre partecipanti
| Squadra              | Qualificazione | Ultima partecipazione       |
| -------------------- | -------------- | --------------------------- |
| Austria              | Wild card      | European Silver League 2018 |
| Azerbaigian          | Wild card      | Debutto                     |
| Bosnia ed Erzegovina | Wild card      | Debutto                     |
| Danimarca            | Wild card      | Debutto                     |
| Georgia              | Wild card      | Debutto                     |
| Grecia               | Wild card      | Debutto                     |
| Romania              | Wild card      | Debutto                     |
| Ungheria             | Wild card      | European Silver League 2018 |

## Torneo

### Fase a gironi
| Girone A             | Girone B    |
| -------------------- | ----------- |
| Austria              | Azerbaigian |
| Bosnia ed Erzegovina | Danimarca   |
| Grecia               | Georgia     |
| Ungheria             | Romania     |

#### Girone A

##### Risultati
| 26 maggio 2019 Olympiahalle Innsbruck, Innsbruck Durata: 1h:49 - Spettatori: 750       | Austria              | 3 - 1 | Grecia               | 25-23, 25-20, 21-25, 25-22 |
| 25 maggio 2019 Continental Aréna, Nyíregyháza Durata: 1h:50 - Spettatori: 500          | Ungheria             | 3 - 1 | Bosnia ed Erzegovina | 25-22, 20-25, 25-23, 25-17 |
| 29 maggio 2019 Melina Merkourī Hall, Rentis Durata: 1h:50 - Spettatori: 300            | Grecia               | 3 - 1 | Ungheria             | 25-14, 25-23, 23-25, 25-22 |
| 29 maggio 2019 Kulturno-sportski centar Kakanj, Kakanj Durata: 1h:10 - Spettatori: 900 | Bosnia ed Erzegovina | 0 - 3 | Austria              | 12-25, 18-25, 17-25        |
| 1º giugno 2019 Melina Merkourī Hall, Rentis Durata: 1h:22 - Spettatori: 340            | Grecia               | 3 - 0 | Austria              | 27-25, 25-21, 25-13        |
| 2 giugno 2019 Kulturno-sportski centar Kakanj, Kakanj Durata: 1h:36 - Spettatori: 800  | Bosnia ed Erzegovina | 3 - 1 | Ungheria             | 25-14, 20-25, 25-17, 25-22 |
| 9 giugno 2019 Multiversum Eventhalle, Schwechat Durata: 1h:15 - Spettatori: 850        | Austria              | 3 - 0 | Bosnia ed Erzegovina | 25-20, 25-21, 25-21        |
| 8 giugno 2019 Kaposvár Aréna, Kaposvár Durata: 1h:47 - Spettatori: 1 000               | Ungheria             | 1 - 3 | Grecia               | 25-21, 23-25, 17-25, 15-25 |
| 12 giugno 2019 Raiffeisen Sportpark, Graz Durata: 1h:53 - Spettatori: 1 010            | Austria              | 3 - 1 | Ungheria             | 19-25, 28-26, 25-19, 25-23 |
| 12 giugno 2019 Melina Merkourī Hall, Rentis Durata: 1h:16 - Spettatori: 480            | Grecia               | 3 - 0 | Bosnia ed Erzegovina | 25-20, 25-15, 25-17        |
| 15 giugno 2019 Egyetem Sportcsarnok, Budapest Durata: 1h:31 - Spettatori: 700          | Ungheria             | 0 - 3 | Austria              | 24-26, 21-25, 23-25        |
| 15 giugno 2019 Sportska dvorana Lukavac, Lukavac Durata: 1h:21 - Spettatori: 600       | Bosnia ed Erzegovina | 0 - 3 | Grecia               | 16-25, 20-25, 21-25        |

##### Classifica
| Pos. | Squadra              | Pt | G | V | P | SV | SP | Ratio | PF  | PS  | Ratio |
| ---- | -------------------- | -- | - | - | - | -- | -- | ----- | --- | --- | ----- |
| 1.   | Grecia               | 15 | 6 | 5 | 1 | 16 | 5  | 3,200 | 511 | 428 | 1,193 |
| 2.   | Austria              | 15 | 6 | 5 | 1 | 15 | 5  | 3,000 | 478 | 437 | 1,093 |
| 3.   | Ungheria             | 3  | 6 | 1 | 5 | 7  | 16 | 0,437 | 498 | 549 | 0,907 |
| 4.   | Bosnia ed Erzegovina | 3  | 6 | 1 | 5 | 4  | 16 | 0,250 | 400 | 473 | 0,845 |

      Qualificata alla finale.

#### Girone B

##### Risultati
| 25 maggio 2019 Antvorskovhallen, Slagelse Durata: 1h:04 - Spettatori: 620    | Danimarca   | 3 - 0 | Georgia     | 25-20, 25-20, 25-12        |
| 25 maggio 2019 A.Y.S. Sport Hall, Baku Durata: 1h:36 - Spettatori: 545       | Azerbaigian | 1 - 3 | Romania     | 25-23, 21-25, 18-25, 22-25 |
| 29 maggio 2019 Sala Polivalentă, Alexandria Durata: 1h:23 - Spettatori: 250  | Romania     | 3 - 0 | Danimarca   | 25-15, 25-21, 32-30        |
| 29 maggio 2019 New Volleyball Arena, Tbilisi Durata: 1h:11 - Spettatori: 100 | Georgia     | 1 - 3 | Azerbaigian | 25-18, 11-25, 11-25, 17-25 |
| 2 giugno 2019 Antvorskovhallen, Slagelse Durata: 1h:08 - Spettatori: 458     | Danimarca   | 3 - 0 | Azerbaigian | 25-23, 25-10, 25-19        |
| 1º giugno 2019 Sala Polivalentă, Alexandria Durata: 0h:58 - Spettatori: 250  | Romania     | 3 - 0 | Georgia     | 25-7, 25-11, 25-20         |
| 8 giugno 2019 New Volleyball Arena, Tbilisi Durata: 0h:57 - Spettatori: 130  | Georgia     | 0 - 3 | Danimarca   | 10-25, 22-25, 9-25         |
| 8 giugno 2019 Sala Polivalentă, Alexandria Durata: 1h:46 - Spettatori: 250   | Romania     | 3 - 1 | Azerbaigian | 25-20, 23-25, 25-21, 27-25 |
| 12 giugno 2019 Antvorskovhallen, Slagelse Durata: 1h:20 - Spettatori: 680    | Danimarca   | 0 - 3 | Romania     | 20-25, 19-25, 23-25        |
| 12 giugno 2019 A.Y.S. Sport Hall, Baku Durata: 0h:58 - Spettatori: 500       | Azerbaigian | 3 - 0 | Georgia     | 25-17, 25-8, 25-22         |
| 15 giugno 2019 A.Y.S. Sport Hall, Baku Durata: 1h:02 - Spettatori: 500       | Azerbaigian | 0 - 3 | Danimarca   | 17-25, 20-25, 18-25        |
| 15 giugno 2019 New Volleyball Arena, Tbilisi Durata: 1h:04 - Spettatori: 200 | Georgia     | 0 - 3 | Romania     | 15-25, 19-25, 15-25        |

##### Classifica
| Pos. | Squadra     | Pt | G | V | P | SV | SP | Ratio | PF  | PS  | Ratio |
| ---- | ----------- | -- | - | - | - | -- | -- | ----- | --- | --- | ----- |
| 1.   | Romania     | 18 | 6 | 6 | 0 | 18 | 2  | 9,000 | 505 | 392 | 1,288 |
| 2.   | Danimarca   | 12 | 6 | 4 | 2 | 12 | 6  | 2,000 | 428 | 357 | 1,198 |
| 3.   | Azerbaigian | 6  | 6 | 2 | 4 | 8  | 13 | 0,615 | 452 | 459 | 0,984 |
| 4.   | Georgia     | 0  | 6 | 0 | 6 | 1  | 18 | 0,055 | 291 | 468 | 0,621 |

      Qualificata alla finale.

### Finale
|  | Finale |         |   |   |
|  |        |         |   |   |
|  | 1A     | Grecia  | 2 | 0 |
|  | 1A     | Grecia  | 2 | 0 |
|  | 1B     | Romania | 3 | 3 |
|  | 1B     | Romania | 3 | 3 |

#### Andata
| 26 giugno 2019 Melina Merkourī Hall, Rentis Durata: 2h:24 - Spettatori: 1 100 | Grecia | 2 - 3 | Romania | 25-20, 28-30, 25-20, 23-25, 10-15 |

#### Ritorno
| 30 giugno 2019 Sala Polivalentă, Alexandria Durata: 1h:26 - Spettatori: 500 | Romania | 3 - 0 | Grecia | 25-21, 25-23, 25-21 |

## Classifica finale
| Pos | Squadra              | Rosa |
| --- | -------------------- | --- |
|     | Romania              | Formazione: 1 Matei, 2 Cristudor, 3 Cuciureanu, 5 Mihalcea, 6 Dumitru, 7 Ene, 8 Gheorghita, 9 Aciobăniței, 10 Bartha, 11 Lică, 12 Bala, 13 Râpeanu, 14 Cherbeleață, 15 Suson, 16 Bălean, 17 Kantor, 18 Olteanu, CT: Pascu                                     |
|     | Grecia               | Formazione: 1 Zīsīs, 3 Zoupanīs, 5 Filippov, 6 Stivachtīs, 7 Petreas, 8 Tzioumakas, 9 Kokkinakīs, 10 Koumentakīs, 11 Raptīs, 12 Voulkidīs, 13 Takouridīs, 14 Pelekoudas, 15 Fragkos, 16 Kotzai, 18 Daridīs, 19 Papalexiou, 21 Dalakouras, CT: D. Andreopoulos |
| 3   | Austria              | Formazione: 1 Kroiss, 3 Wohlfahrtstätter, 4 Kronthaler, 5 Tröthann, 6 Menner, 8 Tusch, 11 M. Berger, 12 A. Berger, 13 Thaller, 14 Ringseis, 15 Grabmüller, 16 Steiner, 17 Jurkovics, 18 Buchegger, 21 Ibrahimovic, 22 Landfahrer, 24 Langwieser, CT: Warm     |
| 3   | Danimarca            | Formazione: 1 Hjorth, 4 Andersen, 5 Gade, 7 Overgaard, 8 Jacobsen, 10 Møllgaard, 12 K. Madsen, 13 Kjær, 15 Bonnesen, 17 Nielsen, 18 Mikelsons, 20 Dahl, 21 Jensen, 22 O. Madsen, CT: Knudsen                                                                  |
| 5   | Azerbaigian          | Formazione: 1 Bayramov, 2 Həsənli, 3 Süleymanov, 4 Ağazadə, 5 Kutukov, 6 Alışanov, 7 Abdullayev, 8 İbrahimov, 9 Səmədov, 10 Obodnikov, 11 Əliyev, 13 Çervyakov, 15 Baranov, 17 Vasilenko, 19 Allahverdiyev, CT: Cəlalov                                       |
| 5   | Ungheria             | Formazione: 1 Szabó, 2 Bozóki, 4 Horváth, 5 D. Flachner, 6 Magyar, 7 Kalmár, 8 Gergye, 9 Keen, 10 Nagy, 11 Bán, 13 Dávid, 14 K. Flachner, 15 Blázsovics, CT: Tanase                                                                                           |
| 7   | Bosnia ed Erzegovina | Formazione: 2 Lukić, 3 Milovanović, 4 Didović, 5 Gajić, 6 Janjić, 7 Čolo, 8 Hukičević, 9 L. Šormaz, 10 Osmanović, 11 N. Šormaz, 12 Mustafić, 13 Ristić, 15 Vidović, 16 Popović, 18 Vuković, CT: Baković                                                       |
| 7   | Georgia              | Formazione: 1 Oniani, 2 Iobidze, 3 I. Gejadze, 4 Guniava, 5 Chkholaria, 6 V. Gejadze, 7 Tskhomaria, 8 D. Chachua, 9 Gordadze, 11 Khimshiashvili, 12 O. Chachua, 13 Zakaidze, 16 Nutsubidze, 17 Buadze, CT: Akhvlediani                                        |

|  | Promossa in European Golden League 2021 |